# Вулиця Вільхова (Тернопіль)
Вулиця Вільхова — вулиця в мікрорайоні «Новий світ» міста Тернополя. Прямує від вулиці Транспортної на захід до вулиці Березової, утворюючи перехрестя з вулицею Новий Світ.

## Назва та забудова
Вулиця Вільхова забудована приватними садибними та багатоповерховими будинками.
№ 11 — десятиповерховий житловий будинок. На першому поверсі будинку міститься стоматологічний кабінет.
№ 17 — шестиповерховий житловий будинок. На першому поверсі будинку міститься продуктовий міні-маркет «На Вільховій».